# 斯拉瓦 (邵爾斯區)
51°57′53″N 32°11′14″E / 51.96472°N 32.18722°E
斯拉瓦（烏克蘭語：Слава），是烏克蘭北部的村莊，隸屬切爾尼希夫州的科留基夫卡區。該村面積0.03平方公里，海拔高度139米，2001年人口15，人口密度每平方公里600人。